# 弗洛里安·克尔曼
弗洛里安·克尔曼（德語：Florian Kehrmann，1977年6月26日—），德国男子手球运动员。他曾代表德国参加2000年、2004年和2008年夏季奥林匹克运动会手球比赛，其中2004年奥运会获得一枚银牌。